# 安达维亚斯
安达维亚斯，是西班牙卡斯蒂利亚-莱昂萨莫拉省的一个市镇。 总面积23平方公里，总人口480人（2001年），人口密度21人/平方公里。